# Hospital internacional de San Lucas
El Hospital internacional de San Lucas (en japonés: 財団法人 聖路加国際病院; en inglés: St. Luke's International Hospital) es un hospital general ubicado en el distrito de Tsukiji Chuo, en Tokio, Japón. Fue fundado en 1902 por Rudolph Bolling Teusler, un médico misionero enviado por la Iglesia Episcopal estadounidense.
El Hospital internacional de San Lucas es una instalación para la formación de médicos de posgrado residentes y enfermeras, así como para la formación de otros profesionales médicos.
El hospital cuenta con 539 camas y ve a 2550 pacientes ambulatorios en un día promedio. 